# Le Mariage mystique de sainte Catherine (Lotto, Bergame)
 (septembre 2019).
Pour les articles homonymes, voir Le Mariage mystique de sainte Catherine.
Le Mariage mystique de sainte Catherine est une peinture à l'huile sur toile de 189,3 × 134,3 cm réalisée par Lorenzo Lotto, signé et daté Laurentius Lotus - 1523 sur le tabouret supportant un pied de la Vierge ; elle est conservée à l’Académie Carrara de Bergame. 

## Histoire
Peu de temps avant de quitter Bergame pour la ville de Trescore, le 22 juin 1523, Lorenzo Lotto lui laissa  le tableau actuel en paiement du loyer d'un an de son séjour. Estimé par d'autres peintres, le prix était bien supérieur au montant dû, de sorte que le propriétaire, Niccolò Bonghi, laissa un solde en espèces à l'artiste.
L'œuvre, malgré sa taille, était destinée à une dévotion privée dans le palais familial. En 1528, Dorotea Bonghi, inquiète du possible pillage des troupes françaises qui menaçaient Bergame, décida de transférer le tableau à l'église San Michele al Pozzo Bianco, qu'elle considérait comme un lieu sacré plus sûr. Cependant, la précaution ne suffit pas. La toile fut partiellement découpée par un soldat de François Ier qu'il le découpa pour l'emporter. Privée de ce paysage visible depuis une fenêtre qui, selon des témoignages hypothétiques, présentait une vue idéale du mont Sinaï.
Lorenzo Lotto avait déjà peint une peinture du même sujet, aujourd’hui conservée à la Alte Pinakothek de Munich et datée de 1506, à l’époque où le peintre était à Recanati dans les Marches. Il en peint également une version l'année suivante, aujourd'hui conservée à Rome.
Malgré la mutilation, l’œuvre demeure l’une des plus significatives du séjour de l’artiste à Bergame, riche en inventions iconographiques et en couleurs vives et corsées, avec des effets d’une grande préciosité. Le décor domestique y est luxueux, comme en témoignent le tapis oriental sur le rebord de la fenêtre et la chaise avec le corami (cuir décoré) et les boutons.

## Description
L’Enfant, porté par Marie en robe rouge éclatante avec des rabats bleu, tient la bague de mariage.
Le statut d'épouse de Jésus de Catherine d'Alexandrie est attesté par la robe somptueuse, aux manches bouffantes énormes, et par la magnificence des bijoux portés, notamment une couronne attachée à une coiffure complexe, un collier de perles avec pendentif en rubis et boucles d'oreilles en perles.
Un ange et le commanditaire Bonghi assistent à la scène, dont Lotto a réalisé un portrait frontal pénétrant, avec un usage expressif des mains. C’est un hommage de l’artiste à l’homme afin de personnaliser et embellir l’œuvre, et non un autoportrait de Lotto lui-même, comme il fut longtemps supposé.
Le style est le plus heureux de l’artiste, avec des plans amples de couleurs intenses, des relations spatiales complexes, des draperies débordantes et des atmosphères sereines, accompagnées d’un goût raffiné pour les détails.
Bien que  Lorenzo Lotto ait quitté Bergame avec quelques regrets et quelques incompréhensions, peut-être en raison de l'attribution du chœur incrusté de la basilique Sainte-Marie-Majeure à l’artiste Capoferri, et non à son professeur, Fra Damiano da Bergamo, cet ouvrage manifeste par ses volumes, et ses couleurs, le bonheur éprouvé dans la longue période de Bergame.

Détails
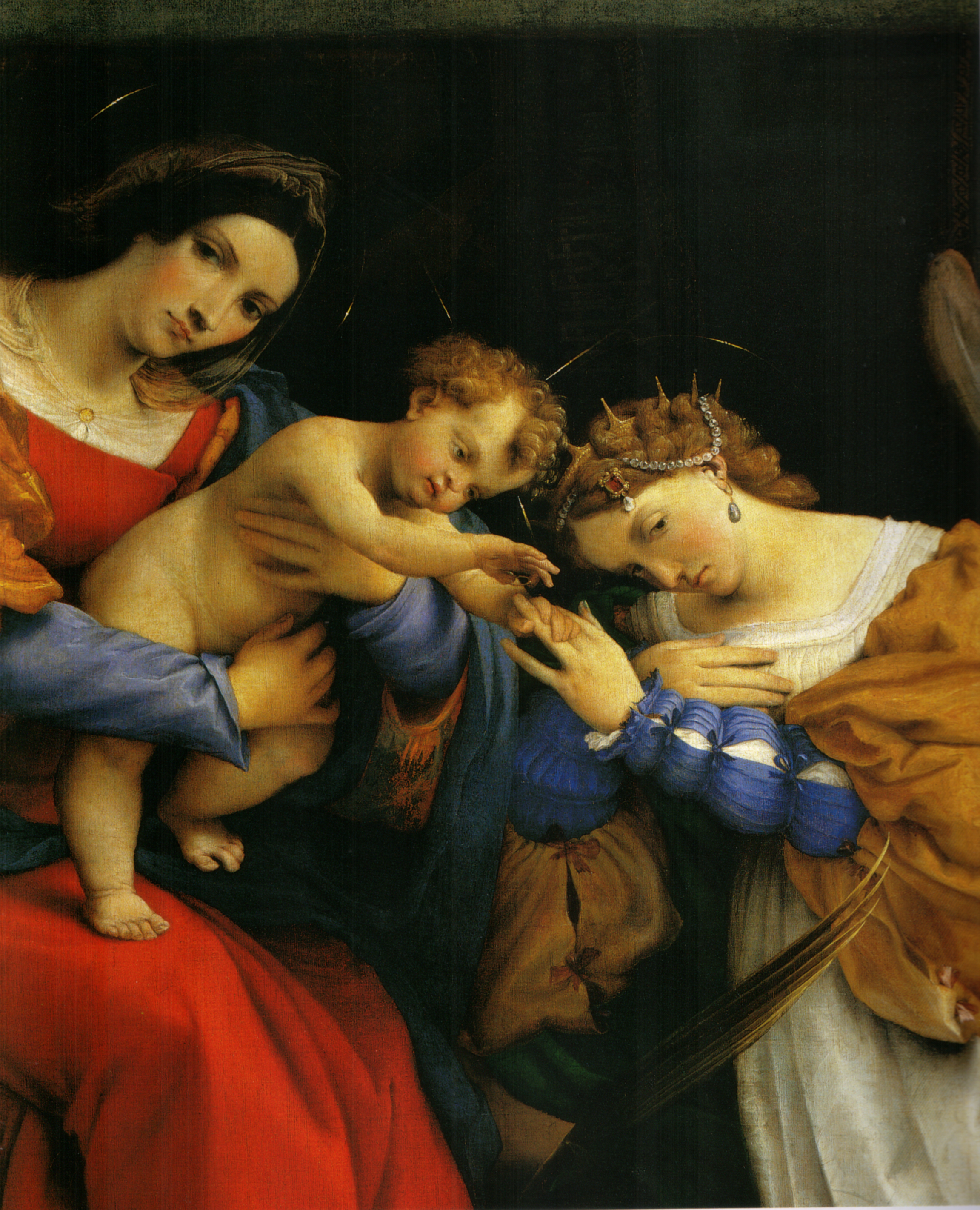
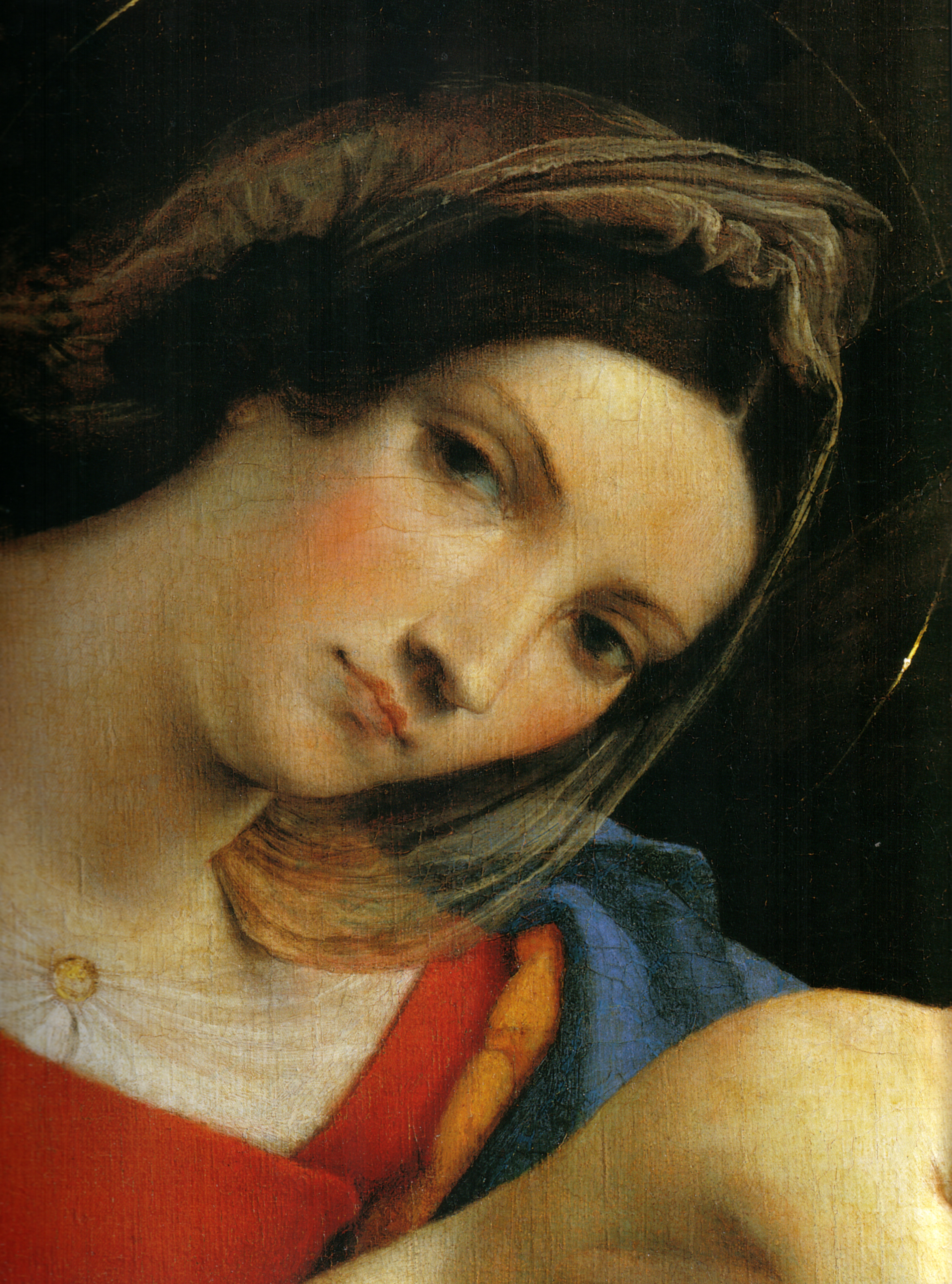
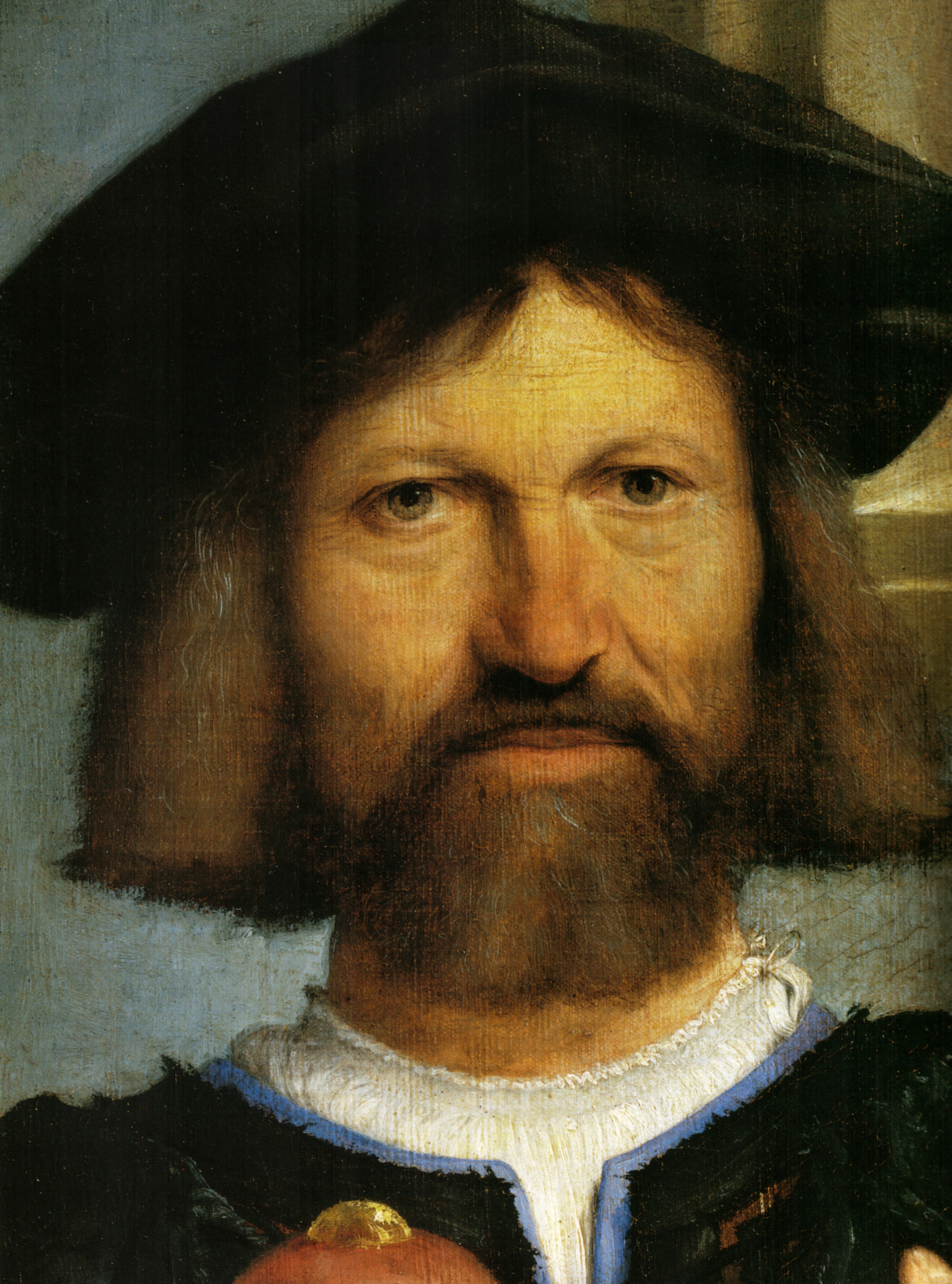